# Cremohipparion
Cremohipparion — викопний рід коней, що мешкав у Євразії та Африці в період міоцену — пліоцену. Його середовище проживання або біом складався з безлісних трав'янистих рівнин, короткотравних прерій або степів.

## Таксономія
Cremohipparion спочатку був створений як підрід Hipparion для низки євразійських видів. Пізніше Бернор і Тобієн (1989) підняли Cremohipparion до повного родового статусу у своєму описі невеликих зразків гіпаріоніну з острова Самос, Греція.